# Condado de DeKalb (Tennessee)
El condado de DeKalb (en inglés: DeKalb County, Tennessee) es un condado del estado estadounidense de Tennessee. En el censo del año 2010 tenía una población de 18 723 habitantes. Su población estimada, a mediados de 2019, es de 20 490 habitantes.
La sede del condado es Smithville.

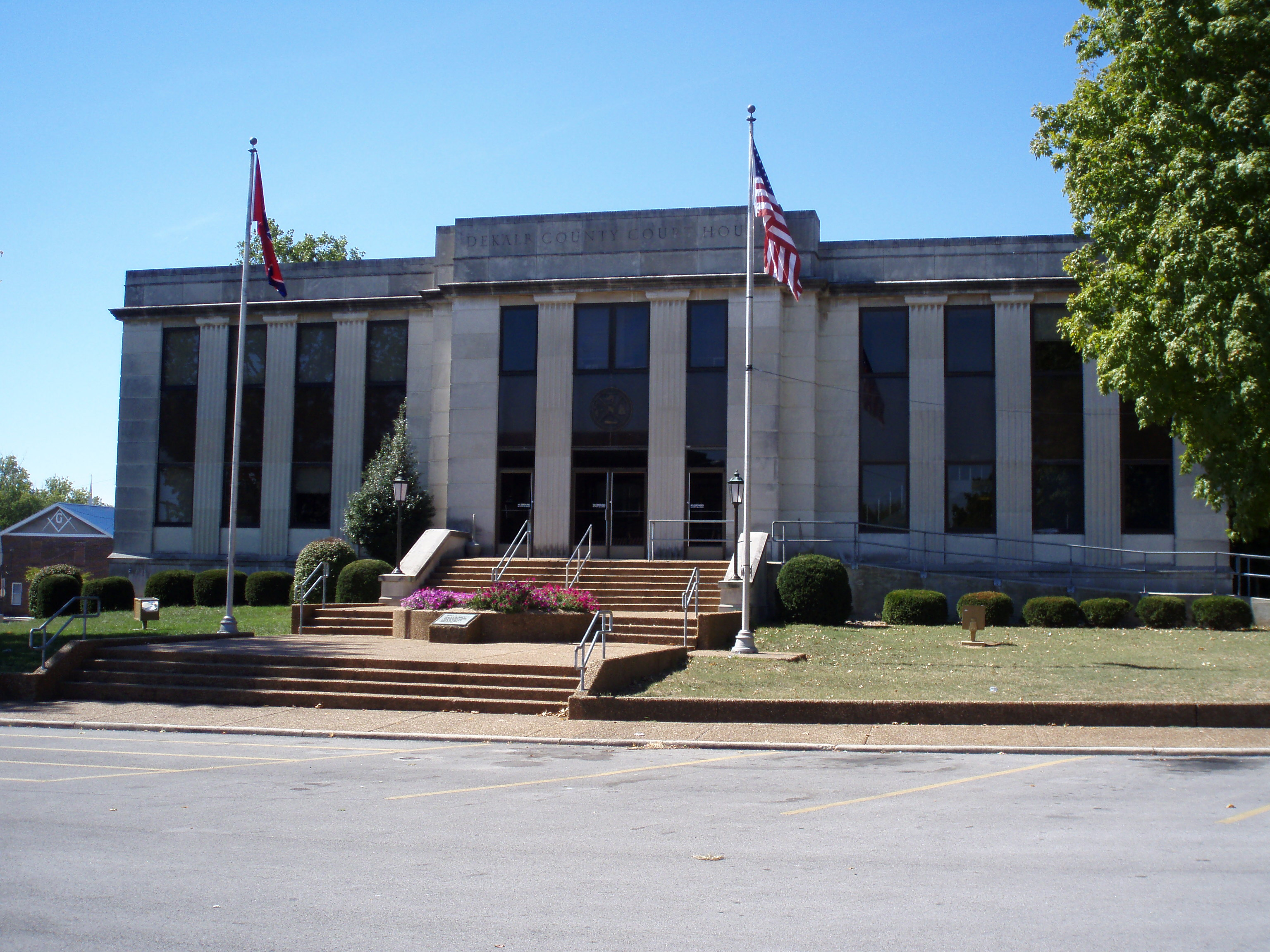
Corte del Condado de Dekalb en Smithville, Tennessee

## Geografía
Según la Oficina del Censo, el condado tiene un área total de 850 km², de la cual 790 km² es tierra y 60 km² es agua. 
Condados adyacentes:
- Condado de Putnam (noreste)
- Condado de White (este)
- Condado de Warren (sur)
- Condado de Cannon (suroeste)
- Condado de Wilson (oeste)
- Condado de Smith (noroeste)

## Demografía
En el 2000 la renta per cápita promedia del condado era de $30 359, y el ingreso promedio para una familia era de $36 920. El ingreso per cápita para el condado era de $17 217. En 2000 los hombres tenían un ingreso per cápita de $29 483 contra $20 953 para las mujeres. Alrededor del 17,00% de la población estaba bajo el umbral de pobreza nacional.

## Lugares

### Ciudades y pueblos
- Alexandria
- Dowelltown
- Liberty
- Smithville